# Росарио (река)

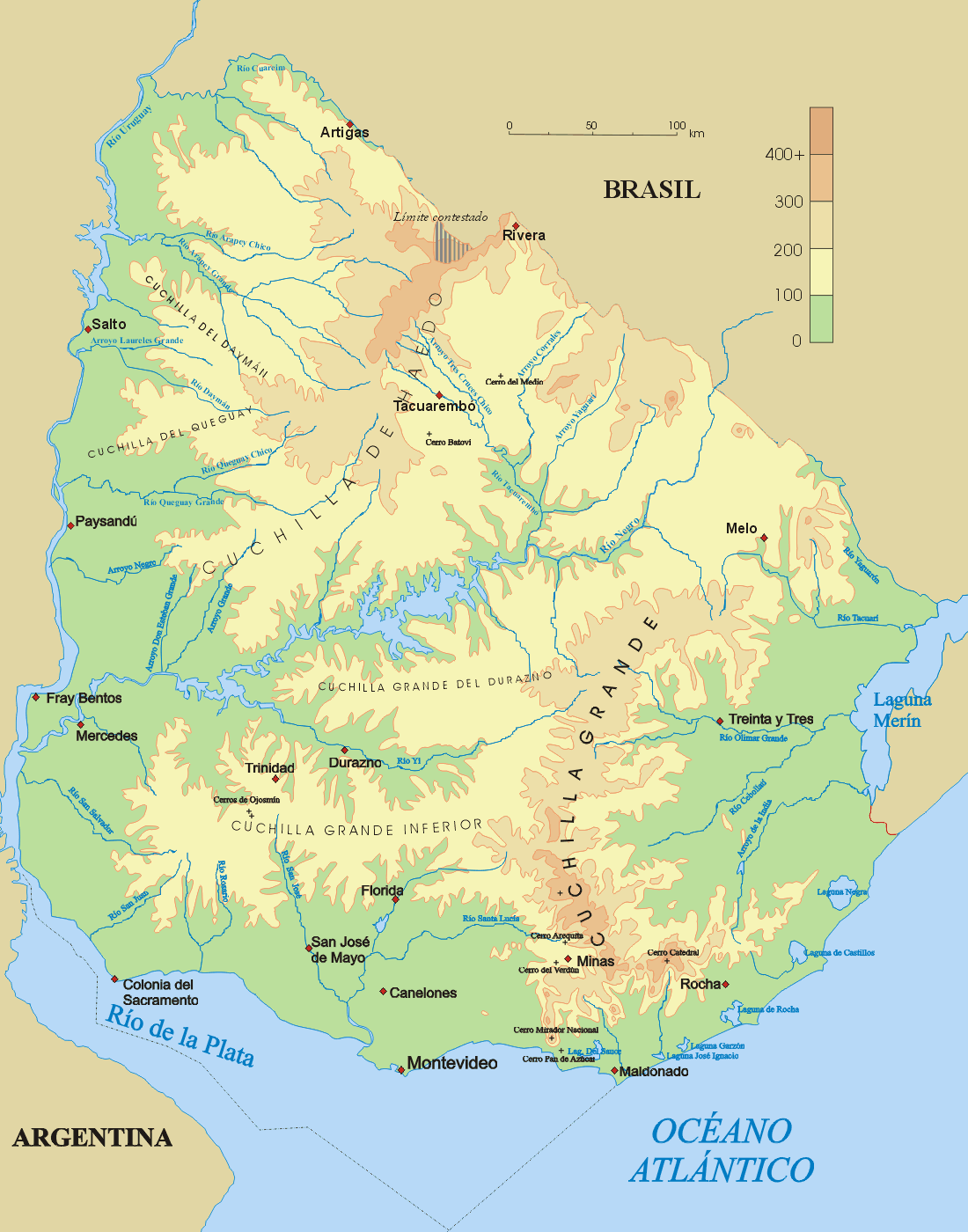
Река Росарио на карте Уругвая

Росарио (исп. Río Rosario) — река в республике Уругвай.

## География
Река Росарио берёт начало на возвышенности Кучилья-Гранде-Инфериор в департаменте Колония недалеко от границы с департаментами Сан-Хосе, Флорес и Сорьяно, в нескольких километрах к юго-востоку от города Флоренсио-Санчес. Течёт с севера на юг, впадает в Ла-Плату.
Длина реки составляет 80 км, а её бассейн занимает площадь около 1745 км².